# Michael Görlitz
Michael Görlitz, född 8 mars 1987 i Nürnberg, är en tysk fotbollsspelare som spelar som mittfältare för FSV Frankfurt.

## Klubbkarriär
Görlitz började att spela fotboll i SB Phönix Nürnberg och gick senare till FC Holzheim Neumarkt. Han var scoutad av 1.FC Nürnberg och var då en av de största talangerna 2002 när han skrev på ett kontrakt med Bayern München.
Han spelade för Bayern München II, men han fick aldrig spela för Bayern Münchens A-lag.
Den 8 juni 2008 fick han provspela med Halmstads BK och den 23 juli 2008 bekräftade Halmstads BK att de skrivit kontrakt med Görlitz. Han gjorde  debut för Halmstads BK den 11 augusti 2008 mot Helsingborgs IF, där han både fick ett gult kort och gjorde mål i de 10 första matchminuterna, han blev vald till matchens spelare i matchen som slutade 3-1 till Halmstads BK.
Görlitz blev vald till Halmstads BK:s bästa spelare 2008 den 22 november.
Den 27 januari 2012 skrev Görlitz på för FSV Frankfurt och återvände till Tyskland.

## Landslagskarriär
Görlitz har spelat 30 matcher för Tysklands U16-, U17-, U18- samt U19-landslag.

## Meriter

### Individuellt
Sverige
Halmstads BK
- Årets fotbollsspelare: 2008, 2009